# Томоко Мацунага
Томоко Мацунага (јап. 松永 知子) бивша је јапанска фудбалерка.

## Репрезентација
За репрезентацију Јапана дебитовала је 1988. године. За тај тим одиграла је 13 утакмица.

## Статистика
| Јапан  | Јапан | Јапан |
| Год.   | Ута.  | Гол.  |
| ------ | ----- | ----- |
| 1988   | 2     | 0     |
| 1989   | 4     | 0     |
| 1990   | 2     | 0     |
| 1991   | 5     | 0     |
| Укупно | 13    | 0     |